# بیماری مزمن انسدادی ریه
بیماری انسدادی مزمن ریه (به انگلیسی: Chronic obstructive pulmonary disease یا COPD) که همچنین به نام‌های دیگری همچون بیماری انسدادی مزمن شُش شناخته می‌شود، نوعی بیماری انسدادی ریوی است که با محدود بودن علامت مسیر هوایی به صورت مزمن شناسایی می‌گردد.  این بیماری به مرور زمان بدتر می‌شود.  اصلی‌ترین نشانه‌های این بیماری شامل مواردی همچون تنگی نفس، سرفه و ایجاد خلط سینه است. بیشتر افرادی که برونشیت مزمن دارند، به COPD مبتلا می‌شوند.
معمول‌ترین عامل ایجاد COPD استعمال دخانیات است، البته عوامل دیگری همچون آلودگی هوا و وراثت نیز نقش کمتری در ایجاد آن دارند. در کشورهای در حال توسعه نیز یک از منابع اصلی این بیماری استنشاق هوای آلوده است. در صورتی که افراد به صورت مداوم در معرض این عوامل تحریک‌کننده باشند، ریه‌های آن‌ها دچار التهاب و واکنش همراه با آماس (تورم) می‌شود که ناشی از تنگ شدن مسیرهای هوایی کوچک و بافت ریوی موسوم به آمفیزم است. تشخیص این بیماری بر اساس تنگی نفس صورت می‌گیرد که میزان آن با آزمایش‌های عملکرد ریه اندازه‌گیری می‌شود. برخلاف بیماری آسم، تنگی نفس در این بیماری با استفاده از دارو کاهش نمی‌یابد.
با کم کردن میزان قرار گرفتن در معرض عوامل شناخته شده این بیماری می‌توان از آن جلوگیری کرد. این امر با تلاش‌هایی برای کاهش سیگار کشیدن و افزایش کیفیت هوای محیط‌های داخلی و خارجی نیز همراه است. درمان‌های بیماری COPD شامل این موارد می‌شود: ترک سیگار، واکسیناسیون، توانبخشی و مواد استنشاقی گشادکننده برونش و کورتیکواستروئیدها. درمان طولانی‌مدت با اکسیژن یا پیوند ریه می‌تواند برای برخی افراد مناسب باشد. برای آن‌هایی که بدتر شدن و حاد شدن را به صورت دوره‌ای دارند، ممکن است به استفاده از داروهای متعدد و بستری شدن در بیمارستان نیاز باشد.
در جهان، این بیماری حدود ۳۲۹ میلیون نفر، تقریباً پنج درصد از جمعیت دنیا را مبتلا ساخته است. در سال ۲۰۱۲، این بیماری سومین عامل اصلی در مرگ افراد بوده که بیش از ۳ میلیون نفر را به کام مرگ فرستاده است. این میزان مرگ به دلیل افزایش نرخ سیگارکشیدن و بالارفتن میانگین سنی جمعیت در بسیاری از کشورها افزایش می‌یابد.

## علامت‌ها و نشانه‌های بیماری
معمول‌ترین نشانه‌های بیماری COPD تولید خلط سینه دشواری تنفس و ایجاد سرفه است. این نشانه‌ها به مدتی طولانی همراه بیمار خواهند بود. هنوز مشخص نیست که انواع مختلفی از بیماری COPD وجود دارد یا خیر. در حالی که در گذشته، این بیماری به دو نوع آمفیزم و برونشیت مزمن تقسیم می‌شد، اما آمفیزم تنها توصیف تغییرات ریوی است و خودش بیماری به حساب نمی‌آید و برونشیت مزمن نیز توصیف نشانه‌ای است که می‌تواند همراه با COPD ظاهر شود یا این که نشود.

### سرفه
سرفهٔ مزمن معمولاً اولین نشانه‌ای است که اتفاق می‌افتد. در صورتی که سرفه در بیش از سه ماه یک سال و در دو سال متوالی همراه با تولید خلط و بدون هیچ گونه دلیلی وجود داشته باشد طبق تعریف می‌تواند نشانهٔ برونشیت مزمن باشد. این شرایط ممکن است که قبل از پیشرفت کامل COPD اتفاق بیفتد. ممکن است میزان خلطی که ایجاد می‌شود در ساعت‌ها و روزهای مختلف متفاوت باشد. در برخی موارد امکان دارد که سرفه در بیمار وجود نداشته باشد یا تنها گاهی ایجاد شود و همچنین ممکن است به همراهش خلط رخ ندهد. برخی افراد ممکن است نشانه‌های این بیماری را با سرفهٔ افراد سیگاری اشتباه بگیرند. ممکن است بسته به عوامل فرهنگی یا اجتماعی برخی خلط را فرو برند یا اینکه تف کنند. سرفه‌های شدید ممکن است باعث شکستگی دنده‌ها یا از دست دادن هوشیاری به مدت کوتاه گردد. افرادی که به بیماری COPD مبتلا می‌شوند، معمولاً سابقهٔ بیماری سرماخوردگی معمولی دارند که مدت زمانی طولانی به طول می‌انجامد.

### تنگی نفس
تنگی نفس اغلب نشانه‌ای است که افراد را بیش از همه اذیت می‌کند. معمولاً افراد این نشانه را این گونه توصیف می‌کنند: «نفس کشیدن مرا به زحمت می‌اندازد،» «حس می‌کنم که نفسم بند آمده» یا «نمی‌توانم نفس عمیقی بکشم و هوای زیادی را وارد ریه‌هایم کنم.» البته ممکن است که عبارات مختلفی در فرهنگ‌های گوناگون استفاده شود. معمولاً تنگی نفس با اعمال فشار بدتر می‌شود و مدتی طولانی ادامه می‌یابد و به مرور اوضاع به مراتب ناخوشایندتر نیز می‌گردد. در مراحل پیشرفته این اتفاق ممکن است که در مواقع استراحت و در همه حال رخ دهد. افرادی که بیماری COPD دارند، این بیماری نشانهٔ آشفتگی و کیفیت بد زندگی آنهاست. بسیاری از افراد با نمونه‌های شدید بیماری COPD مجبور به نفس کشیدن از طریق لب‌های فشرده می‌شوند و این امر در برخی افراد می‌تواند تنگی نفس را بهتر کند.

### ویژگی‌های دیگر
در بیماری COPD ممکن است که بازدم بیشتر از دم طول بکشد. تنگ شدن قفسهٔ سینه ممکن است اتفاق بیفتد اما معمول نیست و ممکن است که به خاطر مشکل دیگری ایجاد شده باشد. آن‌هایی که مسیر هوایی‌شان مسدود شده، ممکن است خس خس کردن داشته باشند یا هنگام معاینه سینه با گوشی پزشکی و موقعی که می‌خواهند نفس را به داخل ریه‌ها بفرستند، صدای خفیفی شنیده شود. گشاد شدن سینه یکی از علائم بیماری COPD است. اما نسبتاً نامحتمل است. نشستن به شکل چمباتمه با بدتر شدن بیماری رخ می‌دهد.
نمونه‌های پیشرفتهٔ بیماری COPD باعث فشار بالا در شریان‌های شُش می‌شود که باعث مواردی همچون از کار افتادن بطن راست قلب می‌شود. این وضعیت نارسایی قلبی ریوی نامیده می‌شود و به تورم پاها و تورم ورید گردن منجر می‌گردد. بیماری COPD بیش از هر بیماری ریوی دیگری عامل نارسایی قلبی ریوی است. از زمان استفاده از اکسیژن مکمل، دیگر نارسایی قلبی ریوی کمتر اتفاق می‌افتد. بیماری COPD اغلب به همراه وضعیت‌های دیگری نیز پیش می‌آید که بخشی از آن به خاطر عوامل خطر مشترک است. این وضعیت‌ها شامل این موارد می‌شوند: بیماری ایسکمیک قلب، فشار خون بالا، دیابت، از بین رفتن حجم ماهیچه‌ها، پوکی استخوان، سرطان ریه، اختلال اضطراب، افسردگی. ممکن است در کسانی که به نمونهٔ شدید این بیماری مبتلا هستند، که احساس همیشگی خسته بودن علامتی طبیعی باشد. چماقی شدن ناخن انگشت‌ها ویژگی انحصاری بیماری COPD نیست و لازم است تحقیقات سریعی برای روشن شدن احتمال بیماری سرطان ریه انجام شود.

### نوع شدید
نوع شدید و حاد COPD به این شکل تعریف می‌شود: افزایش تنگی نفس، افزایش تولید خلط سینه، تغییر رنگ خلط سینه از سفید شفاف به سبز یا زرد، یا افزایش میزان سرفه در شخصی که به COPD مبتلاست. این امر می‌تواند نشانه‌های تنفس بیش از حد همچون سریع شدن تنفس، بالارفتن میزان تپش قلب، عرق ریختن، استفاده شدید از ماهیچه‌های گردن، یک نوع کبودی آبی رنگ روی پوست و آشفتگی یا در نمونه‌های بیماری بسیار شدید رفتار تهاجمی باشد. همچنین ممکن است که هنگام معاینه با گوشی پزشکی از ریه‌ها صدای ترق توروق شنیده شود.

## عامل بیماری
عامل اصلی بیماری COPD کشیدن دخانیات یا قرار گرفتن در معرض بیماری به خاطر شغل و آلودگی آتش‌های محیط‌های داخلی است که در برخی از کشورها عوامل بسیار مهمی هستند. عموماً این نوع در معرض قرار گرفتن باید در طول چندین دهه اتفاق بیفتد تا عوارض این بیماری ظاهر شود. سابقهٔ ژنتیکی فرد نیز می‌تواند بر روی این خطر تأثیرگذار باشد.

### سیگار کشیدن
عامل خطر اصلی برای بیماری COPD در سطح جهانی دخانیات است. حدود بیست درصد از افراد سیگاری در معرض خطر ابتلا به COPD هستند، و نیمی از آن‌هایی که در تمام عمرشان سیگار کشیده‌اند، به این بیماری مبتلا خواهند شد. در ایالات متحده و بریتانیا، ۸۰ تا ۹۵ درصد از افراد مبتلا به COPD یا در حال حاضر سیگاری هستند یا این که قبلاً سیگار می‌کشیده‌اند. احتمال پیشرفت بیماری با میزان زمان کلی قرار گرفتن در معرض دود سیگار افزایش می‌یابد. علاوه بر این‌ها، زنان بیشتر از مردان در برابر اثرات زیانبار سیگار کشیدن آسیب‌پذیر هستند. برای افراد غیرسیگاری، استنشاق دود سیگار افراد سیگاری در بیست درصد از موارد عامل این بیماری بوده است. دیگر انواع دخانیات مانند، ماریجوانا، سیگار برگ و قلیان نیز ممکن است ایجاد خطر نمایند. زنانی که در دورهٔ بارداری خود سیگار می‌کشند، ممکن است که خطر ابتلای کودک خود به بیماری COPD را افزایش دهند.

### آلودگی هوا
آن دسته از آتش‌های پخت‌وپز خانه که به‌ندرت تهویه می‌شوند و اغلب با سوخت‌هایی همچون سوخت زیست‌توده همچون چوب و فضولات حیوانات ایجاد می‌شوند، باعث آلودگی هوای محیط‌های داخلی می‌شوند و یکی از عوامل اصلی بیماری COPD در کشورهای درحال توسعه محسوب می‌شوند. این نوع آتش‌ها توسط حدود سه میلیارد انسان برای پخت‌وپز و گرم کردن به کار می‌روند که در نتیجه سلامت این افراد تحت تأثیر این آتش‌ها قرار می‌گیرد و در این میان زنان به خاطر در معرض بودن زیادتر تأثیر بیشتری می‌بینند. این سوخت‌ها به عنوان سوخت اصلی در هشتاد درصد خانه‌های هندوستان، چین و کشورهای جنوب صحرای آفریقا به کار می‌روند.
مردمی که در شهرهای بزرگ زندگی می‌کنند، در مقایسه با مردم مناطق روستایی بیشتر در معرض بیماری COPD هستند. در حالی که آلودگی هوای شهری عاملی کمکی در تشدید این بیماری است، نقش کلی آن به عنوان عامل بیماری COPD نامشخص می‌باشد. در مناطقی که کیفیت هوای نامناسبی دارند، به عنوان مثال آن‌هایی که تحت تأثیر گازهای خروجی هستند، عموماً میزان بیشتری بیماری COPD مشاهده می‌شود. اگرچه به اعتقاد بسیاری از کارشناسان اثر کلی آن در برابر دود سیگار کمتر است.

### در معرض بودن به خاطر حرفه
در معرض بودن شدید و به مدت طولانی در محیط‌های کاری که آلوده به گرد و خاک، مواد شیمیایی و دود است، خطر ابتلا به بیماری COPD را در افراد سیگاری و غیرسیگاری افزایش می‌دهد. به اعتقاد کارشناسان در معرض بودن به خاطر محیط کاری عامل ده تا بیست درصد موارد ابتلای این بیماری است. کارشناسان ایالات متحده معتقدند که در این کشور این موارد، عامل بیماری تا سی درصد ابتلای کسانی باشد که هیچ‌گاه سیگار نکشیده‌اند و در کشورهایی که قوانین الزام‌آور مناسبی ندارند، احتمال خطر بیشتری وجود دارد. تعدادی از صنایع و منابع عوامل این بیماری شامل می‌شوند که از این قبیل می‌توان به جاهایی که گرد و غبار زیادی دارند، مشاغلی که با موادی همچون کادمیم و ایزوسینات درگیر هستند و دودهای ناشی از جوشکاری اشاره کرد. کارهای کشاورزی نیز یکی از موارد خطرناک به‌شمار می‌رود. در بعضی مشاغل، خطرات برابر با نصف تا دو پاکت سیگار در روز برآورد شده است. در معرض غبار سیلیس بودن نیز می‌تواند باعث بیماری COPD گردد که برای سیلیکوزیس خطر غیرمرتبط گزارش شده است. اثرات منفی قرار گرفتن در معرض گرد و غبار و همچنین دود سیگار رو به افزایش و احتمالاً بیش از این‌ها است.

### عامل وراثت
عامل وراثت در پیشرفت و افزایش بیماری COPD نقش دارد. احتمال این امر در میان بستگان افرادی که این بیماری را دارند و سیگاری هستند در مقایسه با غیرسیگاری‌ها بیشتر است. در حال حاضر، تنها عامل خطر ناشی از وراثت که مشخص شده، کمبود آلفا-۱ آنتی‌تریپسین (AAT) است. این خطر عملاً در صورتی است که شخص دارای کمبود آلفا-۱ آنتی‌تریپسین همچنین سیگاری هم باشد. این عامل در یک تا پنج درصد از موارد باعث ابتلا به بیماری می‌شود و این شرایط در میان تقریباً هر سه تا چهار نفر از ده هزار نفر وجود دارد. عوامل وراثتی دیگری نیز تحت مطالعه و تحقیق قرار دارند که این عوامل می‌تواند زیاد باشد.

### سایر عوامل
عوامل دیگری هستند که ارتباط کمتری با بیماری COPD دارند. میزان خطر در افراد فقیر بیشتر است، اگرچه مشخص نیست که خودِ فقر باعث این بیماری است یا عوامل دیگر مرتبط با فقر همچون، آلودگی هوا و سوءتغذیه. شواهد اولیه نشان می‌دهد که افراد مبتلا به آسم و بیش‌فعالیت مسیر هوا در معرض خطر بیشتری از بیماری هستند. عوامل مرتبط با تولد از قبیل وزن کم هنگام تولد نیز ممکن است در این امر نقش داشته باشد، درست همان‌طور که بیماری‌های مسری دیگری همچون اچ‌آی‌وی و مرض سل با این بیماری ارتباط دارند. عفونت تنفسی همچون ذات‌الریه به نظر در افزایش بیماری COPD، حداقل در بزرگسالان تأثیری ندارند.

### تشدید بیماری
تشدید حاد بیماری (بدتر شدن ناگهانی علائم) معمولاً با عفونت یا آلاینده‌های محیطی یا گاهی با عوامل دیگری همچون درمان‌های نامناسب بیشتر می‌شود. عفونت در ۵۰ تا ۷۵ درصد از موارد، منشأ آلودگی به این بیماری است. که در این میان باکتری‌ها ۲۵ درصد، ویروس‌ها ۲۵ درصد و هر دو با هم نیز ۲۵ درصد را به خود اختصاص داده‌اند. آلاینده‌های محیطی هم شامل کیفیت هوای داخلی و هم کیفیت هوای خارجی می‌شود. قرار گرفتن در معرض دود سیگار خود یا دیگران خطر را افزایش می‌دهد. همچنین هوای سرد نیز می‌تواند نقش داشته باشد، چرا که بیشتر موارد تشدید بیماری معمولاً در زمستان اتفاق می‌افتد. کسانی که به بیماری‌های شدید پنهان دیگر مبتلا هستند، موارد تشدید بیماری بیشتری دارند: در بیماری خفیف ۱٫۸ در هر سال، در بیماری حالت متوسط دو تا سه در هر سال، و حالت شدید ۳٫۴ در سال. کسانی که موارد بسیاری از تشدید بیماری را دارند، میزان کاهش عملکرد ریه‌هایشان بیشتر است. آمبولی ریوی (لخته شدن خون در ریه‌ها) می‌تواند نشانه‌های بیماری را در افرادی که از قبل مبتلا به COPD شده‌اند، بدتر نماید.

### فیزیولوژی آسیب

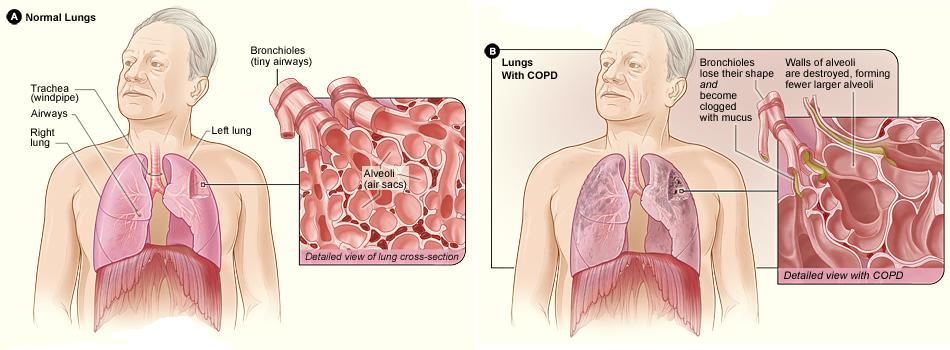
در سمت چپ نمودار ریه‌ها و مسیرهای هوایی با یک جریان درونی است که برشی را با جزئیات کامل از نای و نایژه‌های معمول نشان می‌دهد. در سمت راست ریه‌هایی هستند که با بیماری COPD آسیب دیده‌اند و مسیر هوای درونی برشی را با جزئیات کامل از نای و نایژه نشان می‌دهد.

این بیماری نوعی بیماری ریوی خفه‌کننده است که در آن محدود شدن مسیر هوایی به صورت مزمن و کاملاً قابل برگشت است و عمل بازدم به صورت کامل (به صورت محبوس شدن هوا) به سختی انجام می‌شود. مسیر هوایی محدود و نامناسب نتیجهٔ از کارافتادگی بافت ریه (معروف به امفیزیم) و کاهش مسیرهای هوایی کوچک معروف به برونش مسدودکننده نیز می‌باشد.  نتیجهٔ نسبی این دو عامل در میان افراد متفاوت است. از بین رفتن مسیرهای هوایی در حالت شدید می‌تواند باعت تشکیل کیسه‌های هوایی بزرگ شود.

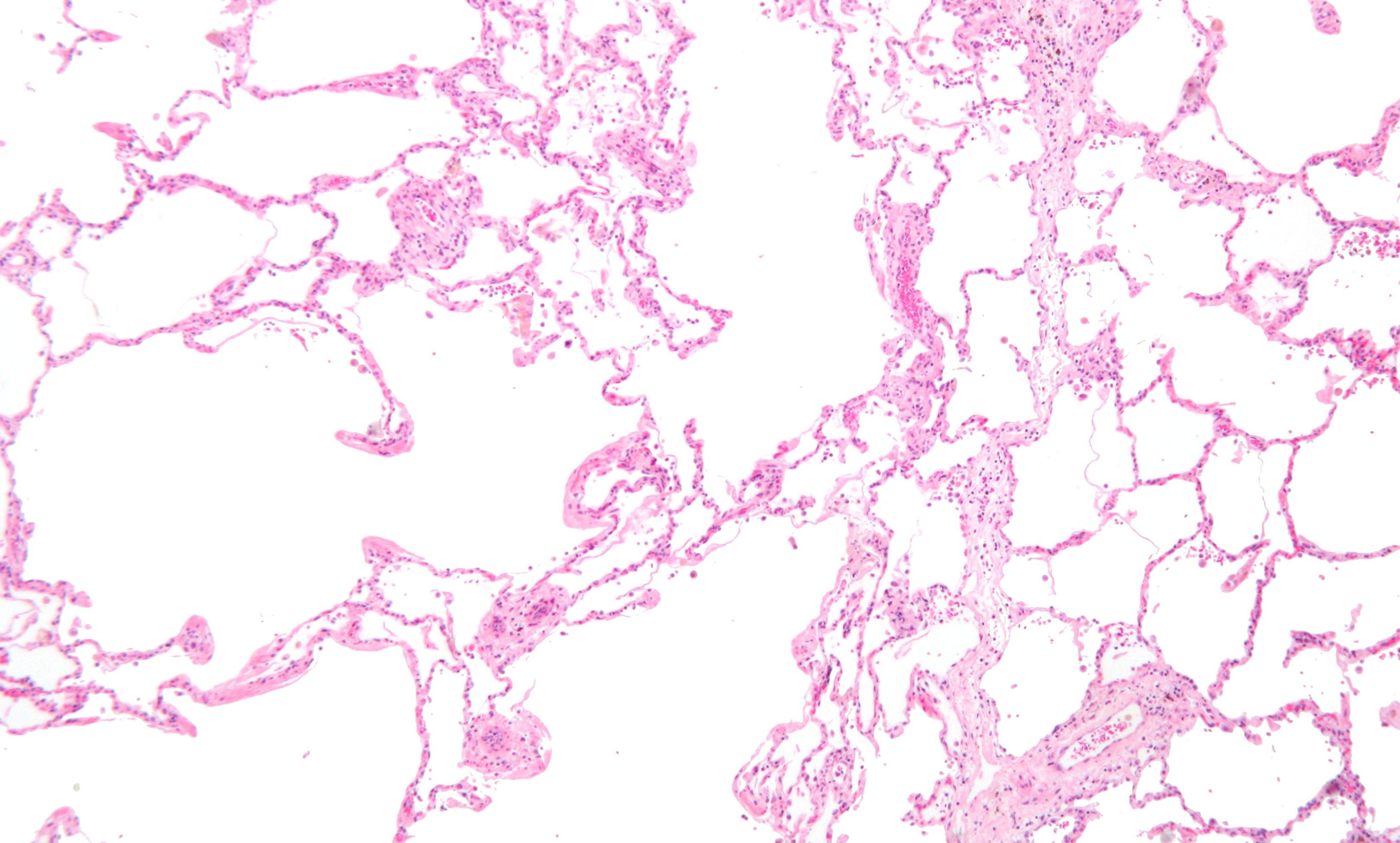
ریزنگار که امفیزم را نشان می‌دهد (سمت چپ – فضاهای خالی بزرگ) و بافت ریه با حفظ نسبی نایژه (سمت راست).

سطح پایین میزان اکسیژن و در نهایت، سطح بالایی از دی‌اکسید کربن در خون می‌تواند به خاطر کم بودن تبادل گاز اتفاق بیفتد که ناشی از کاهش تجدید هوا در اثر مسدود شدن مسیرهای هوایی است و التهاب شدید و کاهش میزان نفس کشیدن را موجب می‌شود. هنگام تشدید بیماری، التهاب مسیرهای هوایی نیز افزایش می‌یابد که باعث زیاد شدن میزان التهاب شدید و محدود شدن مسیر هوای تنفسی و بدتر شدن روند انتقال گاز شود. این امر ممکن است منجر به تجدید هوای ناکافی و در نهایت پایین آمدن سطح اکسیژن خون گردد. سطح پایین اکسیژن، در صورتی که به مدت زیادی ادامه یابد، می‌تواند باعث تنگ شدن عروق خونی در ریه‌ها شود، در حالی که امفیزم باعث از بین رفتن مویرگ‌های موجود در ریه‌ها می‌گردد.  هر دوی این تغییرات باعث افزایش فشار خون در عروق‌های ریوی می‌شود که ممکن است cor pulmonale را به دنبال آورد.

## تشخیص

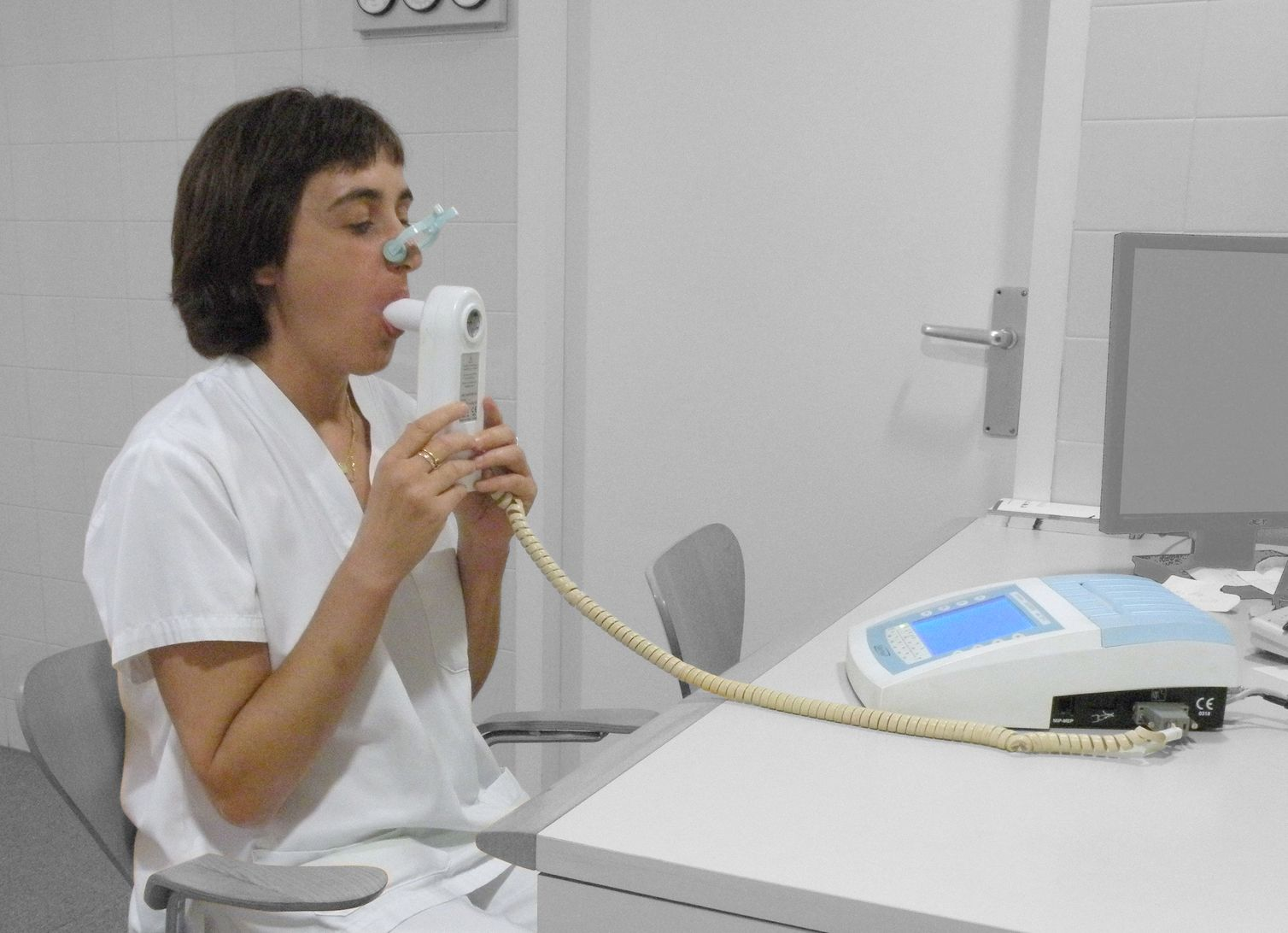
شخصی که درون دستگاه تنفس‌سنج می‌دمد. ابزارهای کوچک‌تر و دستی نیز برای استفاده در مطب‌های پزشک موجود هستند.

معاینه جهت تشخیص بیماری COPDباید در تمامی افراد بین سنین ۳۵ تا ۴۰ سال که دارای کوتاهی تنفس، سرفهٔ مزمن، تولید خلط یا سرماخوردگی‌های مداوم در طول فصل زمستان هستند و کسانی که سابقهٔ قرار گرفتن در معرض عوامل خطر بیماری را دارند صورت گیرد. تنفس‌سنجی به دنبال آن صورت می‌گیرد تا تشخیص تأیید شود.

### تنفس‌سنجی
آزمایش تنفس‌سنجی اندازهٔ مسدود بودن مسیر هوایی موجود را می‌سنجد و عموماً بعد از استفادهٔ برونچودیالاتور به کار می‌رود که نوعی درمان برای باز کردن مسیرهای هوایی است. دو مؤلفهٔ اصلی با این تشخیص اندازه‌گیری می‌شوند: حجم هوای تنفسی تحمیلی در یک ثانیه (FEV1) از تنفس که بیشترین میزان هوایی است که می‌تواند در اولین ثانیه از ریه‌ها خارج گردد و ظرفیت حیاتی تحمیلی (FVC) که بیشترین میزان هوایی است که می‌تواند در یک بازدم عمیق از ریه‌ها خارج شود. معمولاً ۷۵ تا ۸۰ درصد از میزان FVC در اولین ثانیه خارج می‌شود و FEV 1نسبت FVC کمتر از هفتاد درصد در شخصی با علائم COPD نشان می‌دهد که وی مبتلا به این بیماری شده است. بر اساس این معیارها، آزمایش تنفس‌سنجی می‌تواند از قبل به تشخیص در سالمندان بینجامد. معیار مؤسسهٔ ملی مزایای کلینیکی علاوه بر این‌ها شامل اندازهٔ FEV 1 کمتر از هشتاد درصد پیش‌بینی شده است.
شواهد استفاده از تنفس‌سنجی برای افرادی که فاقد علائم هستند در تلاش برای تشخیص زودتر شرایط نتیجه قاطعی ندارد و در نتیجه در حال حاضر توصیه نمی‌شود. بیشترین میزان جریان تنفس‌سنجی (حداکثر سرعت نفس کشیدن)، که معمولاً در تشخیص بیماری آسم به کار می‌رود، برای شناسایی COPD کافی نیست.

### شدت
روش‌های زیادی برای تعیین تأثیر COPD بر روی افراد وجود دارد. پرسش‌نامه اصلاح شده شورای تحقیقات پزشکی انگلستان (nMRC) یا تست ارزشیابی COPD (CAT) پرسش‌نامه‌های ساده‌ای هستند که ممکن است برای تعیین شدت علائم استفاده شوند. اعداد اختصاص داده شده به CAT بین ۰ تا ۴۰ می‌باشد و هرچه این عدد بزرگ‌تر باشد، بیماری شدیدتر است. تنفس‌سنجی ممکن است به تعیین شدت محدودیت عبور جریان هوا کمک کند. این میزان معمولاً بر اساس FEV1 است و به عنوان درصد «معمولی» پیش‌بینی‌شده برای سن، جنسیت، قد و وزن فرد می‌باشد. هر دو رهنمود آمریکایی و اروپایی توصیه می‌کنند که توصیه‌های درمانی تا حدی بر پایه FEV1 قرار بگیرد. رهنمودهای GOLD پیشنهاد می‌کند افراد بر اساس ارزیابی نشانه‌ها و محدودیت عبور جریان هوا به چهار گروه تقسیم شوند. کاهش وزن و ضعف عضلات و همچنین وجود بیماری‌های دیگر نیز باید مد نظر قرار گیرد.

### تست‌های دیگر
انجام رادیوگرافی قفسه سینه و شمارش کامل خون ممکن است در زمان تشخیص، احتمال ابتلا به شرایط دیگر را از میان بردارد. نشانه‌های مخصوص در رادیوگرافی شامل گشاد شدن شش‌ها، دیافراگم صاف، فضای خالی افزایش یافته پشت جناغ و آب‌کیسه می‌باشد، این در حالی است که می‌تواند بیماری‌های ریوی دیگر مانند سینه‌پهلو، اِدِم ریه یا پنوموتوراکس را شامل نشود. اسکن رزلوشن بالای توموگرافی رایانه‌ای از سینه ممکن است پخش آمفیزم در ریه را نشان دهد و می‌تواند احتمال ابتلا به بیماری‌های ریوی دیگر را از میان بردارد. این مورد، غیر از مواقعی که عمل جراحی انجام شده است، به ندرت بر مدیریت بیماری تأثیر می‌گذارد. فشار گاز خون شریانی برای تعیین نیاز به اکسیژن استفاده می‌شود و برای افرادی که FEV1 آن‌ها کمتر از ۳۵٪ پیش‌بینی شده است، افرادی که اشباع اکسیژن خون آن‌ها کمتر از ۹۲٪ است و افرادی که علائم نارسایی احتقانی قلبی دارند توصیه می‌شود. در مناطقی از جهان که نقص آنتی تریپسین آلفا-۱ شایع است، باید از افراد دچار COPD (مخصوصاً افراد زیر ۴۵ سال که آمفیزم روی قسمت‌های تحتانی ریه‌هایشان اثر گذاشته است) آزمایش گرفته شود.

### تشخیص افتراقی
COPD باید از دلایل دیگر تنگی نفس مانند نارسایی قلب، آمبولی ریه، سینه پهلو و پنوموتوراکس متمایز شود. اکثر افراد مبتلا به COPD به‌طور اشتباه فکر می‌کنند که آسم دارند. تفاوت بین آسم و COPD بر اساس نشانه‌های آن، سابقه سیگار کشیدن و اینکه محدودیت جریان هوا با گشادکننده برونش در دم‌سنجی برگشت‌پذیر است یا خیر. سل نیز ممکن است با سرفه مزمن همراه باشد و باید در مناطقی که رواج دارد در نظر گرفته شود. شرایط غیرمعمول که ممکن است به همین روش خود را نشان دهند شامل دیسپلازی ریوی و برونشیولیت اوبلیتران می‌شود. برونشیت مزمن ممکن است با جریان هوای معمولی رخ دهد و در این شرایط به عنوان COPD طبقه‌بندی نمی‌شود.

## پیشگیری
می‌توان از طریق کاهش سیگار و بهبود کیفیت هوا از به وجود آمدن اکثر موارد COPD جلوگیری کرد.واکسیناسیون آنفلوآنزا سالانه در افراد دارای COPD باعث کاهش شدت بیماری، بستری شدن و مرگ می‌شود.واکسیناسیون پنوموکوک نیز ممکن است مفید باشد.

### ترک سیگار
دور نگه داشتن مردم از استعمال دخانیات یکی از جنبه‌های کلیدی جلوگیری از COPD است. سیاست‌های دولت‌ها، سازمان‌های بهداشت عمومی و نهادهای مخالف مصرف سیگار می‌تواند به وسیله بر حذر داشتن مردم در رابطه با شروع استعمال دخانیات و تشویق آن‌ها به ترک آن باعث کاهش نرخ استعمال دخانیات شود. منع استعمال دخانیات در مکان‌های عمومی و محل کار اقدامات مهمی برای کاهش قرار گرفتن مردم در معرض دود سیگار است و این در حالی است که مکان‌های دیگری که محدودیت‌های بیشتری دارند بیشتر توصیه می‌شود. ترک سیگار در افراد سیگاری تنها معیاری است که نشان از کاهش شدت COPD دارد. این امر حتی در مراحل بعدی بیماری باعث کاهش نرخ بدتر شدن عملکرد ریه تأخیر در شروع ناتوانی‌های بعدی و مرگ خواهد شد. ترک سیگار با تصمیم فرد در رابطه با ترک آن شروع می‌شود و به عمل او برای ترک سیگار ختم می‌شود. معمولاً قبل از ترک همیشگی سیگار باید چند بار ترک ناموفق انجام شود. ترک سیگار برای بیش از ۵ سال، در نزدیک به ۴۰٪ افراد منجر به ترک همیشگی آن می‌شود.
برخی افراد سیگاری تنها با قدرت اراده خود می‌توانند برای همیشه سیگار را کنار بگذارند. به هرحال، سیگار بسیار اعتیادآور است و بسیاری از افراد سیگاری به حمایت بیشتر نیاز دارند.
احتمال ترک سیگار با حمایت اجتماعی، شرکت در جلسات برنامه‌های ترک سیگار و استفاده از داروهایی نظیر درمان جایگزینی نیکوتین، بوپروپیون و وارنسیلین بیشتر می‌شود.

### سلامت شغلی
اقدامات زیادی انجام شده است تا احتمال ابتلای کارگرانی که در صنایع پرخطر مانند معدن، ساخت‌وساز و سنگ‌تراشی کار می‌کنند به COPD کمتر شود. مثال‌هایی از این اقدامات شامل این موارد می‌شود: به وجود آوردن سیاست عمومی، آموزش این خطرات به کارگران و مدیران، تشویق به ترک سیگار، معاینه کارگران برای اولین نشانه‌های COPD، استفاده از ماسک و کنترل گردوخاک. کنترل مؤثر گردوخاک می‌تواند از طریق بهبود تهویه، استفاده از اسپری آب و استفاده از روش‌های معدن‌کاری که به وجود آمدن گردوخاک را به حداقل خود می‌رساند. در صورتی که علائم COPD در کارگری پدید آمد، می‌توان با قرار نگرفتن در معرض گردوخاک، به عنوان مثال تغییر نقش شغلی، از آسیب بیشتر به ریه جلوگیری کرد.

### آلودگی هوا
می‌توان هوای داخل و بیرون ساختمان را بهبود بخشید، که باعث جلوگیری از COPD می‌شود یا از تشدید بیماری موجود جلوگیری می‌کند. این کار می‌تواند توسط اقدامات سیاست‌گذاری عمومی، تغییر در فرهنگ زندگی و درگیر شدن شخصی صورت گیرد.

تعدادی از کشورهای پیشرفته از طریق وضع قوانین به‌طور موفقیت‌آمیزی کیفیت هوا را بهبود داده‌اند. . این امر منجر به بهبود عملکرد ریه افراد ساکن در این کشورها شده است. در صورتی که در روزهایی که هوای بیرون آلوده است افراد متبلا به COPD در خانه بمانند، نشانه‌های کمتری را تجربه می‌کنند.
یکی از اقدامات اصلی کاهش قرار گرفتن در معرض دود حاصل از آشپزی و سوخت‌های مورد استفاده برای تولید گرما می‌باشد که می‌تواند از طریق تهویه مناسب منازل و استفاده از گاز و دودکش بهتر حاصل شود. گازهای مناسب می‌تواند تا ۸۵٪ کیفیت هوای داخل خانه را بهبود ببخشند.  استفاده از منابع انرژی جایگزین مانند پخت‌وپز خورشیدی و گرمایش الکترونیکی همانند استفاده از سوخت‌هایی مانند نفت سفید یا زغال‌سنگ به جای زیست‌توده‌ها نیز برای بهبود هوای داخل خانه مؤثر است. 

## درمان
درمان شناخته شده‌ای برای COPD وجود ندارد، اما نشانه‌های آن قابل درمان بوده و پیشرفت آن قابل کم شدن است. اهداف اصلی مدیریت شامل کاهش فاکتورهای خطر، مدیریت COPD ثابت، جلوگیری و درمان تشدید بیماری و مدیریت بیماری‌های مرتبط می‌باشد. تنها معیاری که کاهش مرگ‌ومیر را نشان داده است ترک سیگار و استفاده از اکسیژن اضافی است. ترک سیگار خطر مرگ را تا ۱۸٪ کاهش می‌دهد. توصیه‌های دیگر شامل این موارد می‌شود: واکسیناسیون آنفلوآنزا یک بار در سال، واکسیناسیون پنوموکوک هر پنج سال و قرار گرفتن کمتر در معرض هوای آلوده. در موارد پیشرفته بیماری، مراقبت تسکینی ممکن است باعث کاهش علائم بیماری شود و مورفین احساس کوتاهی نفس را افزایش دهد. ممکن است از تهویه غیرتهاجمی برای کمک به تنفس استفاده کرد.

### ورزش
توانبخشی ریوی یک برنامه ورزشی، مدیریت بیماری و مشورتی است که به منظور کمک به فرد تنظیم شده است. ثابت شده است توانبخشی ریوی در افرادی که به تازگی در آن‌ها بیماری شدت گرفته باعث بهبود کلی کیفیت زندگی و توانایی ورزش و کاهش مرگ‌ومیر شده است. این برنامه همچنین حس کنترلی که فرد در برابر بیماری خود دارد و همچنین احساسات بیماران را بهبود بخشیده است. به نظر می‌رسد فعالیت‌های مربوط به داخل دادن هوا به ریه نقش چندانی در این موارد ندارد.
وزن زیاد یا کم می‌تواند بر نشانه‌های بیماری، میزان ناتوانی و تشخیص COPD تأثیر بگذارد. افرادی دچار COPD که وزن کمی دارند می‌توانند به وسیله افزایش دریافتی کالری، قدرت عضله‌های تنفسی خود را افزایش دهند. این امر با ترکیب با ورزش منظم یا برنامه توانبخشی ریوی می‌تواند منجر به بهبود علائم COPD شود. تغذیه مکمل برای افراد دچار سوء تغذیه مؤثر است.

### گشاد کننده‌های برونش
گشاد کننده برونش‌های استنشاقی از درمان‌های اولیه مورد استفاده هستند و در کل اندکی تأثیر دارند. دو نوع اصلی آن وجود دارد، بتا ۲ آگونیست و آنتی گولینرژیک؛ هر دو به صورت طولانی اثر و کوتاه اثر موجود می‌باشند. آن‌ها باعث کاهش تنگی نفس، خس خس سینه و محدودیت ورزش شده و کیفیت زندگی بهبود یافته را به همراه دارند. مشخص نیست آیا وضعیت پیشرفت بیماری موجود را تغییر می‌دهند یا خیر.
در افرادی که دچار بیماری ملایم هستند، توصیه می‌شود عوامل زود اثر هنگام نیاز استفاده شوند. در افرادی که دچار بیماری ملایم هستند، عوامل طولانی اثر توصیه می‌شود. در صورتی که گشادکننده برونش طولانی اثر کافی نباشد، کورتیکواستروئید استنشاقی افزوده می‌شود. در رابطه با عوامل طولانی اثر، مشخص نیست آیا تیوتروپیوم بروماید (یک آنتی کولینرژیک طولانی اثر) یا بتا آگونیست طولانی اثر (LABAs) بهتر است و ارزش دارد هر دو را امتحان کرده و از هرکدام که بهتر بود برای همیشه استفاده کرد. هر دو نوع این عوامل خطر وخیم‌تر شدن بیماری را ۲۵–۱۵٪ کاهش دهند. این در حالی است که استفاده هر دو در یک زمان مفید باشد، این فایده، در صورت وجود، تأثیر بحث‌برانگیزی است.
چند آگونیست بتا ۲ زود اثر از جمله سالبوتامول (Ventolin) و تربوتالین موجود است. آن‌ها علائم را برای چهار تا شش ساعت تسکین می‌دهند. آگونیست بتا ۲ طولانی اثر مانند سالمترول در اکثر موارد به عنوان درمان نگاهدارنده استفاده می‌شود. بعضی افراد احساس می‌کنند مدارک مفید بودن آن محدود است، این در حالی است که بعضی دیگر شواهد مفید بودن آن را قبول دارند. به نظر می‌رسد استفاده طولانی مدت برای بیماران COPD ضرر نداشته باشد اما اثراتی مانند لرزش و تپش قلب دارد. هنگامی که با استروئید استنشاقی استفاده می‌شوند خطر سینه پهلو را افزایش می‌دهند. این در حالی است که ممکن است استروئید و LABAs با هم اثر بهتری داشته باشند، مشخص نیست این مزیت جزئی در برابر خطرات افزایش یافته به وجود آمده زیاد نباشد.
دو آنتی کولینرژیک اصلی یعنی ایپراتروپیوم و تیوتروپیوم برای COPD استفاده می‌شود. ایپراتروپیوم یک عامل زود اثر است در حالی که تیوتروپیوم یک عامل طولانی اثر است. تیوتروپیوم با کاهش شدت گرفتن بیماری و بهبود کیفیت زندگی ارتباط دارد و بهتر از ایپراتروپیوم عمل می‌کند. تیوتروپیوم بر نرخ مرگ‌ومیر یا بستری شدن تأثیر ندارد. آنتی کولینرژیک‌ها باعث خشکی دهان و علائم مجازی اداری می‌شوند. آن‌ها همچنین با افزایش خطر بیماری‌های قلبی و سکته مغزی می‌شود.اکلیدینیوم، یک عامل طولانی اثر دیگر که در سال ۲۰۱۲ وارد بازار شد به عنوان جایگزین تیوتروپیوم مورد استفاده قرار می‌گیرد.

### کورتیکواستروئیدها
کورتیکواستروئیدها معمولاً به صورت استنشاقی مورد استفاده قرار می‌گیرند اما ممکن است به صورت قرص استفاده شوند و از تشدید بیماری جلوگیری کنند. اگرچه کورتیکواستروئیدها (ICS) برای افرادی که دچار COPD ملایم هستند فایده‌ای نداشته است، آن‌ها تشدید بیماری افرادی که بیماری معمولی یا شدید دارند را کاهش می‌دهد. هنگامی که ترکیب با LABA استفاده می‌شوند نرخ مرگ‌ومیر را بیشتر از استفاده تنها از ICS و LABA کاهش می‌دهند. آن‌ها به تنهایی تأثیری بر نرخ مرگ‌ومیر کلی یک ساله ندارند و با نرخ افزایش یافته سینه پهلو ارتباط دارند. مشخص نیست که بر پیشرفت بیماری تأثیر دارند یا خیر. درمان دراز مدت با قرص‌های استروئید با اثرات فرعی قابل توجهی ارتباط دارد.

### درمان دیگر
استفاده دراز مدت از آنتی‌بیوتیکها، مخصوصاً از دسته ماکرولید مانند اریترومایسین باعث کاهش شدت بیماری در افرادی می‌شود که دو سال یا بیش از یک سال از این بیماری رنج می‌برند. ممکن است این روش در برخی نقاط جهان صرفه اقتصادی داشته باشد. نگرانی‌ها شامل مقاومت آنتی‌بیوتیکی و مشکلات شنوایی با آزیترومایسین می‌شود. ضرر گزانتین‌ها مانند تئوفیلین بیشتر از نفعشان است و به همین دلیل توصیه نمی‌شوند، اما ممکن است به عنوان عامل دوم در مواردی که اقدامات دیگر کنترل نشده است مورد استفاده قرار بگیرد. ممکن است موکولیتیک‌ها در بعضی از افراد دارای مخاط غلیظ مفید باشد اما معمولاً مورد نیاز نیست. داروی سرفه توصیه نمی‌شود.

### اکسیژن
اکسیژن‌درمانی در افراد دارای سطح اکسیژن پایین ثابت (فشار جزئی اکسیژن کمتر از mmHg55-50 یا اشباع اکسیژن کمتر از ۸۸٪) توصیه می‌شود. این امر در این دسته افراد در صورتی که ۱۵ ساعت در روز استفاده شود خطر نارسایی قلب و مرگ را کاهش می‌دهد و ممکن است توانایی افراد برای ورزش کردن را افزایش دهد. ممکن است اکسیژن‌درمانی در افراد دارای سطح اکسیژن معمولی یا نسبتاً پایین تنگی نفس را بهبود بخشد. خطر آتش‌سوزی در رابطه با استفاده از این روش وجود دارد و این روش برای افرادی که سیگار کشیدن را ادامه می‌دهند فایده چندانی ندارد. در این شرایط بعضی عدم استفاده آن را توصیه می‌کنند. بسیاری از بیماران در طول وخامت شدید بیماری به درمان با اکسیژن نیاز دارند؛ استفاده از اکسیژن با غلظت بالا بدون در نظر گرفتن اشباع اکسیژن فرد می‌تواند باعث بالا رفتن سطح دی‌اکسید کربن شده و نتیجه معکوس به همراه داشته باشد. برای افرادی که در معرض خطر سطوح بالای دی‌اکسید کربن قرار دارند، اشباع اکسیژن ۹۲–۸۸٪ توصیه می‌شود، این در حالی است که برای افرادی که در معرض این خطر نیستند سطوح ۹۸–۹۴٪ توصیه می‌شود.

### عمل جراحی
عمل جراحی برای افرادی که بیماری آن‌ها شدید است می‌تواند مفید باشد، عمل ممکن است شامل پیوند ریه یا کاهش حجم ریه شود. عمل کاهش حجم ریه شامل برداشتن بخش‌هایی می‌شود که بیشترین آسیب توسط آمفیزم به آن وارد شده است و اجازه می‌دهد که بخش‌های باقی‌مانده یعنی ریه تقریباً سالم گسترش یابد و بهتر فعالیت کند. پیوند ریه در بعضی مواقع برای موارد بسیار شدید COPD و مخصوصاً در افراد جوان صورت می‌گیرد.

### تشدید
معمولاً تشدید بیماری به وسیله افزایش استفاده از گشاد کننده‌های برونش زود اثر درمان می‌شود. این امر شامل ترکیب آگونیست بتای استنشاقی و آنتی کولینرژیک می‌باشد. می‌توان این داروها را از طریق افشانه با دوز معین با آسم یار یا نبولایزر به فرد بیمار داد، که هردوی آن‌ها به‌طور یکسانی مؤثر می‌باشند. افشانه کردن برای افرادی که حالشان بدتر است آسان‌تر می‌باشد. کورتیکواستروئیدهای دهانی شانس بهبود را بهبود بخشیده و مدت کلی علائم را کاهش می‌دهند. در افرادی که بیماری در آن‌ها تشدید شده است، آنتی‌بیوتیک نتیجه را بهبود می‌بخشد. آنتی‌بیوتیک‌های زیادی مورد استفاده قرار می‌گیرند، از جمله: آموکسی‌سیلین، داکسی‌سایکلین یا آزیترومایسین؛ مشخص نیست کدام از دیگری بهتر است. مدرک مشخصی برای افرادی که بیماری آن‌ها شدید است موجود نیست.
تهویه غیرتهاجمی در افرادی دارای سطوح CO2 بالا (نارسایی تنفسی نوع ۲) می‌باشند احتمال مرگ یا نیاز به مراقبت‌های ویژه تهویه مکانیکی را کاهش می‌دهد. علاوه بر این، ممکن است تئوفیلین در درمان افرادی که به روش‌های دیگر جواب نمی‌دهند نقش داشته باشد. کمتر از ۲۰٪ تشدید بیماری نیازمند بستری شدن در بیمارستان می‌باشد. در افراد بدون اسیدوز از نارسایی تنفسی، مراقبت در منزل (بیمارستان در منزل) می‌تواند از بستری شدن او جلوگیری کند. .

## پیش‌آگهی
| no data ≤۱۱۰ 110–220 220–330 330–440 440–550 550–660 | 660–770 770–880 880–990 990–1100 1100–1350 ≥۱۳۵۰ |

سال‌های تطبیق شده با ناتوانی در مورد بیماری مزمن انسداد ریوی به ازای ۱۰۰۰۰۰ نفر در سال 2004..
no data
≤۱۱۰
110–220
220–330
330–440
440–550
550–660
660–770
770–880
880–990
990–1100
1100–1350
≥۱۳۵۰

معمولاً COPD با گذشت زمان وخیم‌تر می‌شود و می‌تواند در نهایت به مرگ ختم شود. تخمین زده می‌شود که ۳٪ سال‌های تطبیق شده با ناتوانی با COPD ارتباط دارد. به دلیل بهبود هوای خانگی عمدتاً در آسیا، نسبت ناتوانی به وجود آمده بر اثر COPD در سطح جهان از سال ۱۹۹۰ تا ۲۰۱۰ کاهش داشته است. با این وجود، تعداد کل سال‌های زندگی با ناتوانی ناشی از COPD افزایش داشته است. .
نرخی که COPD وخیم می‌شود با وجود فاکتورهایی که نتیجه ضعیف را پیش‌بینی می‌کنند فرق دارد، این فاکتورها شامل این موارد می‌شود: مسدود شدن شدید جریان هوا، توانایی اندک برای ورزش کردن، تنگی نفس، وزن بسیار کم یا بسیار زیاد، نارسایی قلبی مزمن، ادامه مصرف سیگار و تشدید شدن پیاپی. نتایج دراز مدت COPD را می‌توان با استفاده از اندکس BODE که بر اساس FEV1 عددی بین صفر یا ده را نشان می‌دهد، شاخص توده بدنی، مسافت طی شده در شش دقیقه و مقیاس تنگی‌نفس MRC اصلاح شده تخمین زد. از دست دادن قابل توجه وزن نشانه بدی است. نتایج تنفس‌سنجی نیز پیش‌بینی‌کننده خوبی در مورد پیشرفت آتی بیماری است اما به خوبی اندکس BODE نیست.

## همه‌گیرشناسی
از سال ۲۰۱۰ در سراسر جهان تقریباً ۳۲۹ میلیون نفر به COPD مبتلا شده‌اند (۴٫۸٪ از جمعیت) و در مردان اندکی بیشتر از زنان رخ می‌دهد. این آمار در مقایسه با ۶۴ میلیون نفری است که در سال ۲۰۰۴ به این بیماری مبتلا بودند. باور می‌شود این افزایش در کشورهای توسعه‌یافته دنیا بین سال‌های ۱۹۷۰ و دهه ۲۰۰۰ با میزان رو به رشد مصرف سیگار در این مناطق، جمعیت رو به رشد و جمعیت رو به پیری بر اثر مرگ‌ومیر کمتر به وجود آمده از دلایل دیگر مانند بیماری‌های واگیر بوده است. برخی از کشورهای پیشرفته شاهد میزان رو به رشدی بوده‌اند، این میزان در برخی دیگر ثابت و تعدادی شاهد کاهش شیوع COPD بوده‌اند. انتظار می‌رود با باقی‌ماند فاکتورهای خطر و ادامه روند پیر شدن جمعیت، ارقام جهانی به رشد خود ادامه دهند.
تعداد مرگ‌ومیر ناشی از COPD بین سال‌های ۱۹۹۰ تا ۲۰۱۰ با کاهشی اندک، از ۳٫۱ میلیون به ۲٫۹ میلیون رسید. در کل، این بیماری چهارمین عامل مرگ می‌باشد. در بعضی از کشورها، میزان مرگ‌ومیر در مردان کاهش اما در زنان افزایش داشته است. این امر به احتمال زیاد به این دلیل است که میزان مصرف سیگار در زنان و مردان در حال نزدیک شدن به هم می‌باشد. COPD در افراد سالخورده شایع‌تر است. این بیماری ۲۰۰–۳۴ نفر در هر ۱۰۰۰ فرد بالای ۶۵ سال را با توجه به جمعیت بررسی شده تحت تأثیر قرار می‌دهد.
در انگلیس، COPD در تقریباً ۰٫۸۴ میلیون نفر (از ۵۰ میلیون نفر) تشخیص داده شده است؛ به عبارت دیگر، COPD در طول زندگی یک نفر از هر ۵۹ نفر تشخیص داده شده است. در مناطق بسیار محروم اجتماعی و اقتصادی کشور، COPD در یک نفر از هر ۳۲ نفر تشخیص داده شده است، این عدد در مقایسه با یک نفر در ۹۸ نفر در مناطق ثروتمند می‌باشد. در آمریکا، COPD در تقریباً ۶٫۳٪ از جمعیت بالغ، یعنی نزدیک به ۱۵ میلیون نفر، تشخیص داده شده است. در صورتی که موارد تشخیص داده نشده شامل شود، ۲۵ میلیون نفر دچار COPD می‌باشند. در سال ۲۰۱۱، تقریباً ۷۳۰۰۰۰ مورد بستری به دلیل COPD در آمریکا وجود داشت.

## تاریخچه

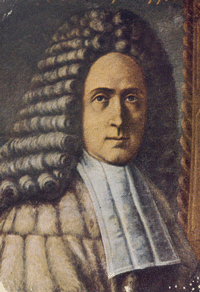
، شخصی که یکی از نخستین توصیفات ثبت‌شده آمفیزم را در سال ۱۷۶۹ ثبت کردگیامباتیستا مورگانی

واژه «emphysema» از واژه یونانی ἐμφυσᾶν emphysan به معنای «متورم شدن» گرفته شده است که خود از «ἐν en» به معنای «در، درون» و «φυσᾶν physan» به معنای «نفس، جریان شدید هوا» تشکیل شده است. واژه برونشیت مزمن در سال ۱۸۰۸ ساخته شد. این در حالی است که باور می‌شود نخستین بار در سال ۱۹۶۵ از اصطلاح COPD استفاده شد. اصطلاح «برونشیت مزمن» و «آمفیزم» در سال ۱۹۵۹ در ضیافت نوارتیس و در سال ۱۹۶۲ در جلسه کمیته انجمن ریه آمریکا در مورد استانداردهای تشخیصی معرفی شد. این اولین ارتباط بین مصرف تنباکو و بیماری تنفسی مزمن بود. درمان‌های اولیه شامل سیر، دارچین و ایپکاک می‌شد. در طول نیمه دوم قرن بیستم درمان‌های نوین به وجود آمدند. شواهد پشتیبانی‌کننده استفاده از استروئیدها در COPD در اواخر دهه ۱۹۵۰ منتشر شد. گشاد کننده‌های برونش در دهه ۱۹۶۰ و پس از آزمایش امیدوارکننده ایزوپروترنول مورد استفاده قرار گرفتند. گشاد کننده‌های برونش دیگر، مانند سالبوتامول، در دهه ۱۹۷۰ تولید شدند و استفاده از LABAsها در اواسط دهه ۱۹۹۰ شروع شد.

## فرهنگ و جامعه
به COPD «ریه سیگاری» گفته می‌شود. افراد دچار آمفیزم با عنوان «سیگاری‌های صورتی» یا «نوع الف» شناخته می‌شوند زیرا رنگ صورت آن‌ها همواره صورتی است، سرعت تنفسشان سریع و لب‌هایشان چروکیده است، افراد دچار برونشیت مزمن با عنوان «ماهی دودی آبی» یا «نوع ب» شناخته می‌شوند زیرا آن‌ها به دلیل سطح پایین اکسیژن و تورم مچ پای خود معمولاً دارای پوست کبود هستند. این واژه‌ها دیگر قابل قبول نیستند زیرا اکثر بیماران COPD ترکیبی از هردو را دارند.
سیستم‌های سلامت زیادی در شناسایی، تشخیص، مراقبت صحیح از افراد دارای COPD دچار مشکل می‌باشند؛ وزارت بهداشت انگلیس این مشکل را یکی از مشکلات اصلی خدمات بهداشتی ملی تشخیص داده است و راهبرد خاصی برای حل آن معرفی کرده است.

### اقتصاد
از سال ۲۰۱۰، COPD در سرتاسر جهان ۲٫۱ ترییون دلار هزینه اقتصادی به همراه داشته است که نصف آن در کشورهای در حال توسعه است. از این میزان، ۱٫۹ تریلیون دلار هزینه‌های مستقیم مانند مراقبت پزشکی است، درحالی‌که ۰٫۲ تریلیون دلار هزینه‌های غیرمستقیم مانند از دست دادن شغل است. انتظار می‌رود این میزان در طول ۲۰ سال آینده دو برابر شود. در اروپا، ۳٪ از هزینه‌های مراقبت پزشکی به COPD تعلق می‌گیرد. در آمریکا، هزینه‌های بیماری ۵۰ تریلیون دلار تخمین زده می‌شود که اغلب آن به دلیل تشدید بیماری است. COPD در سال ۲۰۱۱ با هزینه‌ای در حدود ۵٫۷ میلیارد دلار در بین گران‌ترین شرایط مشاهده شده در بیمارستان‌ها قرار داشت.

## پژوهش‌ها
اینفلکسیماب، یک آنتی‌بادی سرکوب‌کننده دستگاه ایمنی بدن، در بیماران COPD آزمایش شد اما اثری نداشت بلکه امکان مضر بودن آن نیز وجود داشت. رفلومیلاست نرخ تشدید بیماری را کمتر کرد اما کیفیت زندگی را بهبود نمی‌بخشد. تعدادی عامل طولانی اثر در حال تولید هستند. درمان با سلول‌های بنیادی مورد مطالعه قرار گرفته است. درحالی‌که این روش ضرری ندارد و آزمایش آن بر روی حیوانات نتایج خوبی به همراه داشته است، تا سال ۲۰۱۴، اطلاعات کمی در مورد آزمایش آن روی انسان موجود است.

## حیوانات دیگر
بیماری مزمن انسدادی ریه می‌تواند در حیوانات نیز اتفاق بیفتد و بر اثر تماس با دود سیگار باشد. با این وجود، اکثر بیماری‌ها ملایم هستند. این بیماری در اسب با عنوان انسداد مجاری تنفسی عودکننده نیز شناخته می‌شود و معمولاً بر اثر واکنش آلرژیکی به کاه دارای قارچ رخ می‌دهد. COPD معمولاً در سگ‌های پیر مشاهده می‌شود.

## مطالعات بیشتر
- "Global Strategy for the Diagnosis, Management, and Prevention of Chronic Obstructive Pulmonary Disease, Updated 2013" (PDF). Global Initiative for Chronic Obstructive Lung Disease. Archived from the original (PDF) on 4 October 2013. Retrieved November 29, 2013.
- National Institute for Health and Clinical Excellence. Clinical guideline 101: Chronic Obstructive Pulmonary Disease. London, June 2010.
- Qaseem, Amir; Wilt, TJ; Weinberger, SE; Hanania, NA; Criner, G; Van Der Molen, T; Marciniuk, DD; Denberg, T; Schünemann, H; Wedzicha, W; MacDonald, R; Shekelle, P; American College Of, Physicians; American College of Chest Physicians; American Thoracic, Society; European Respiratory, Society (2011). "Diagnosis and Management of Stable Chronic Obstructive Pulmonary Disease: A Clinical Practice Guideline Update from the American College of Physicians, American College of Chest Physicians, American Thoracic Society, and European Respiratory Society". Annals of Internal Medicine. 155 (3): 179–91. doi:10.7326/0003-4819-155-3-201108020-00008. PMID 21810710.